# Tor pochodny

Tor pochodny (III) utworzony z dwóch torów macierzystych (I i II)

Tor pochodny – tor przewodowy, symetryczny, utworzony za pomocą dwóch w zasadzie torów macierzystych w ten sposób, że końcówkami tego toru na jego obu końcach są środki uzwojeń liniowych transformatorów liniowych, należących do torów macierzystych.

Tor pochodny 2 rzędu (IV) utworzony z 2 torów pochodnych (IIIa i IIIb), które są utworzone z torów macierzystych (IIIa = Ia + IIa; IIIb = Ib + IIb)

Tor pochodny umożliwia przesłanie dodatkowego sygnału w istniejącym torze macierzystym.
Możliwe jest utworzenie torów pochodnych wyższego rzędu. Tor pochodny drugiego rzędu tworzony jest z dwóch torów pochodnych zakończonych transformatorami liniowymi.
Tor pochodny służy np. do zdalnego zasilania odległych regeneratorów przelotowych sygnału w systemie UM-TCK30TC.